# Epilachninae
Sous-famille
Les Epilachninae sont une sous-famille d'insectes coléoptères de la famille des coccinelles. À première vue, ces coccinelles ressemblent aux autres Coccinellidae, mais elles sont très différentes de par leur biologie. 

## Biologie
Les membres de cette sous-famille sont très largement herbivores et non des prédateurs. De ce fait, certains membres de cette sous-famille sont considérés comme des ravageurs de cultures et peuvent localement y causer des pertes.

## Liste des tribus et genres
- tribu des Cynegetini :
  - Cynegetis Chevrolat, 1836
- tribu des Epilachnini :
  - Epilachna Chevrolat in Dejean, 1837 
  - Henosepilachna  Li & Cook, 1961
  - Subcoccinella Huber, 1842

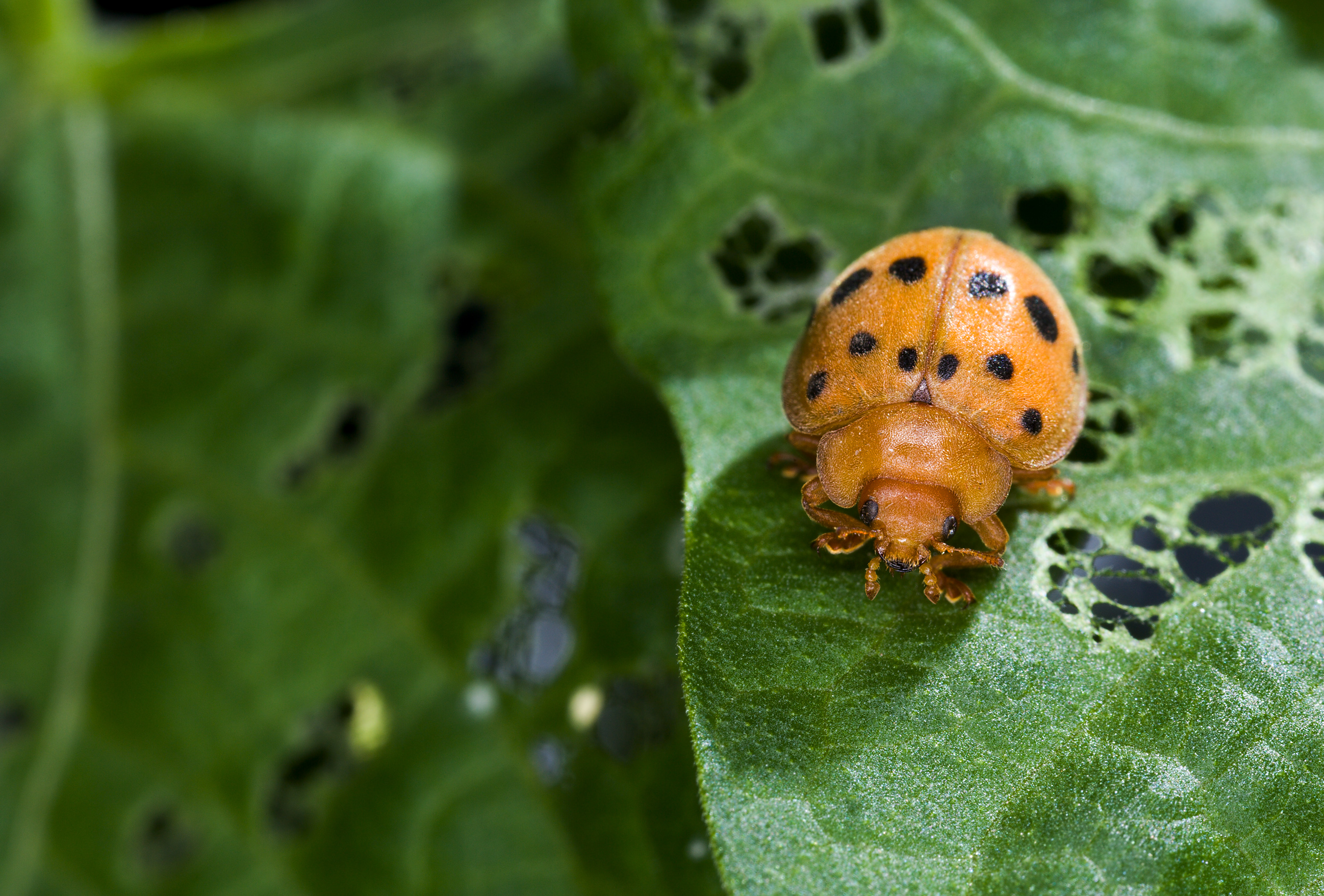
Vue d'une coccinelle mexicaine, Epilachna varivestis
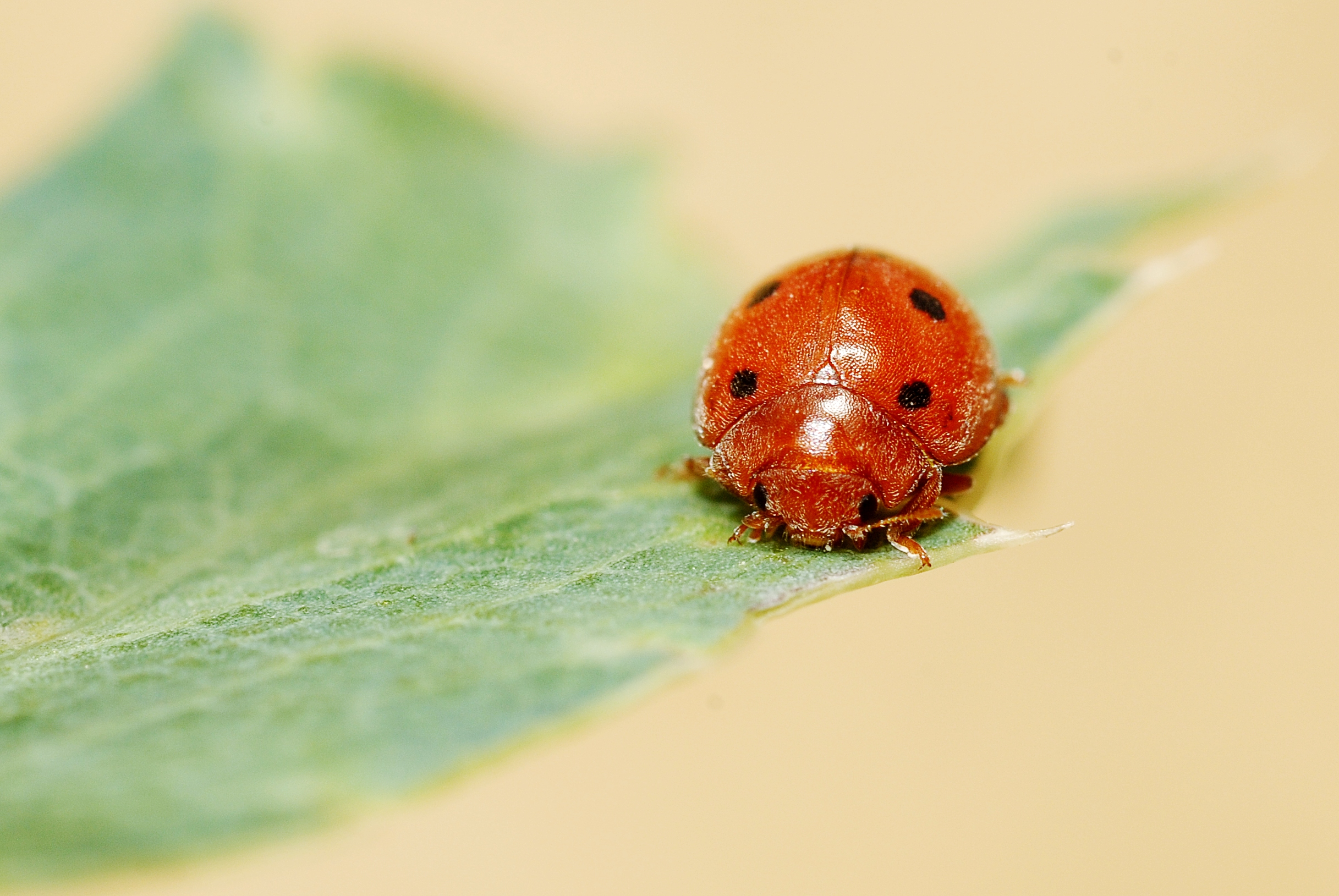
Epilachninae sp.
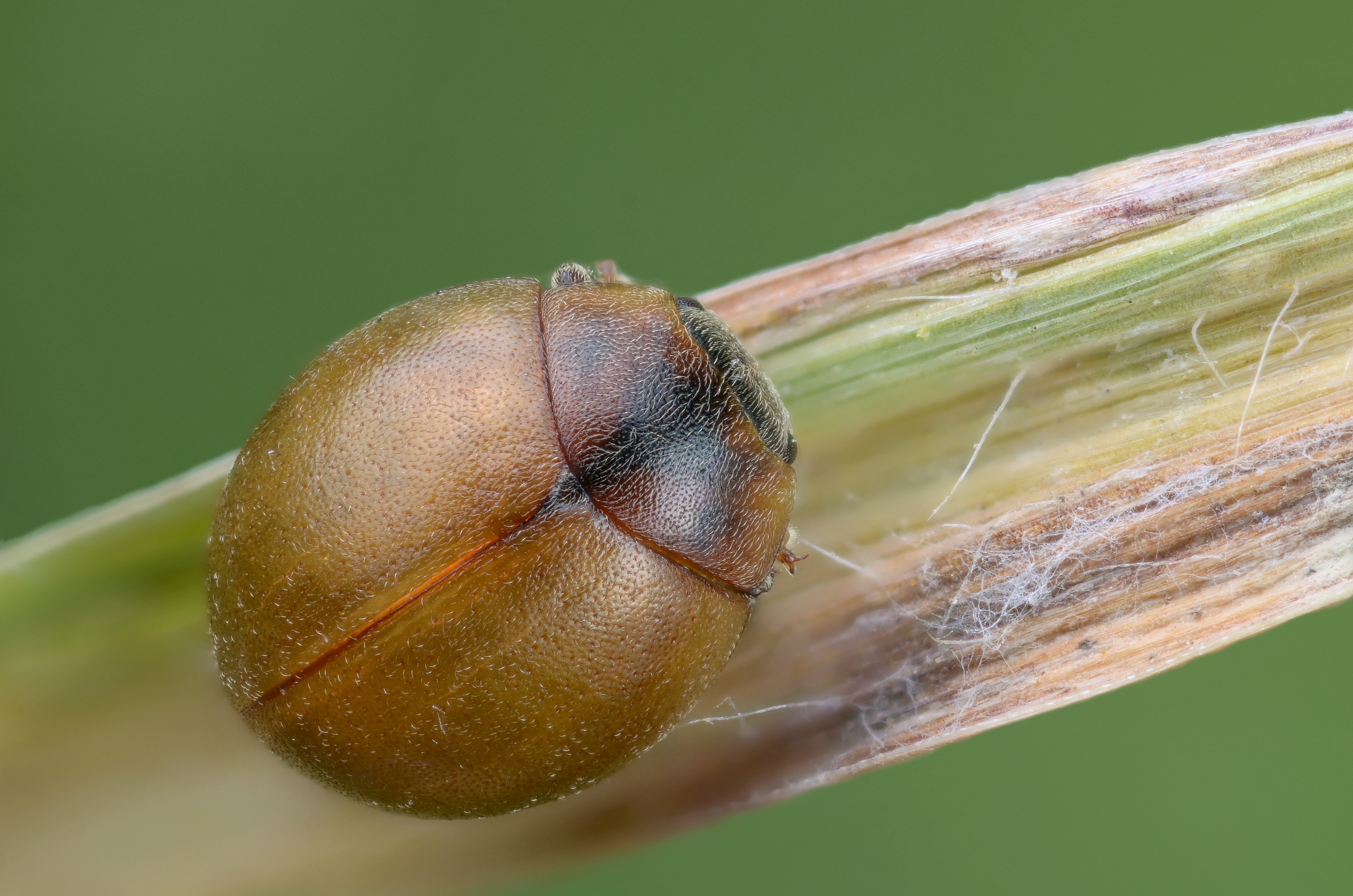
Cynegetis impunctata
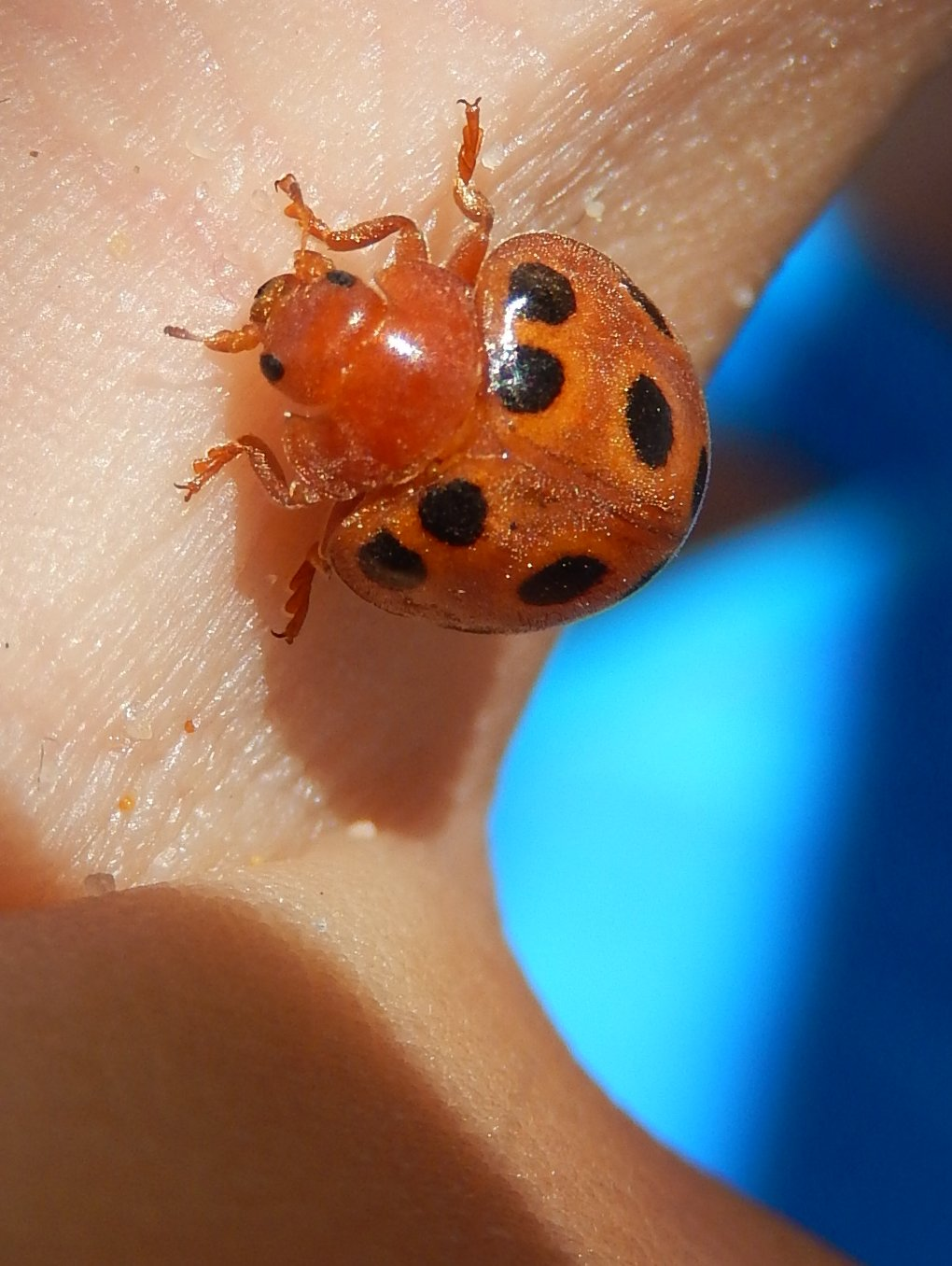
Henosepilachna elaterii